# Świątynia Konfucjusza w Tajpej

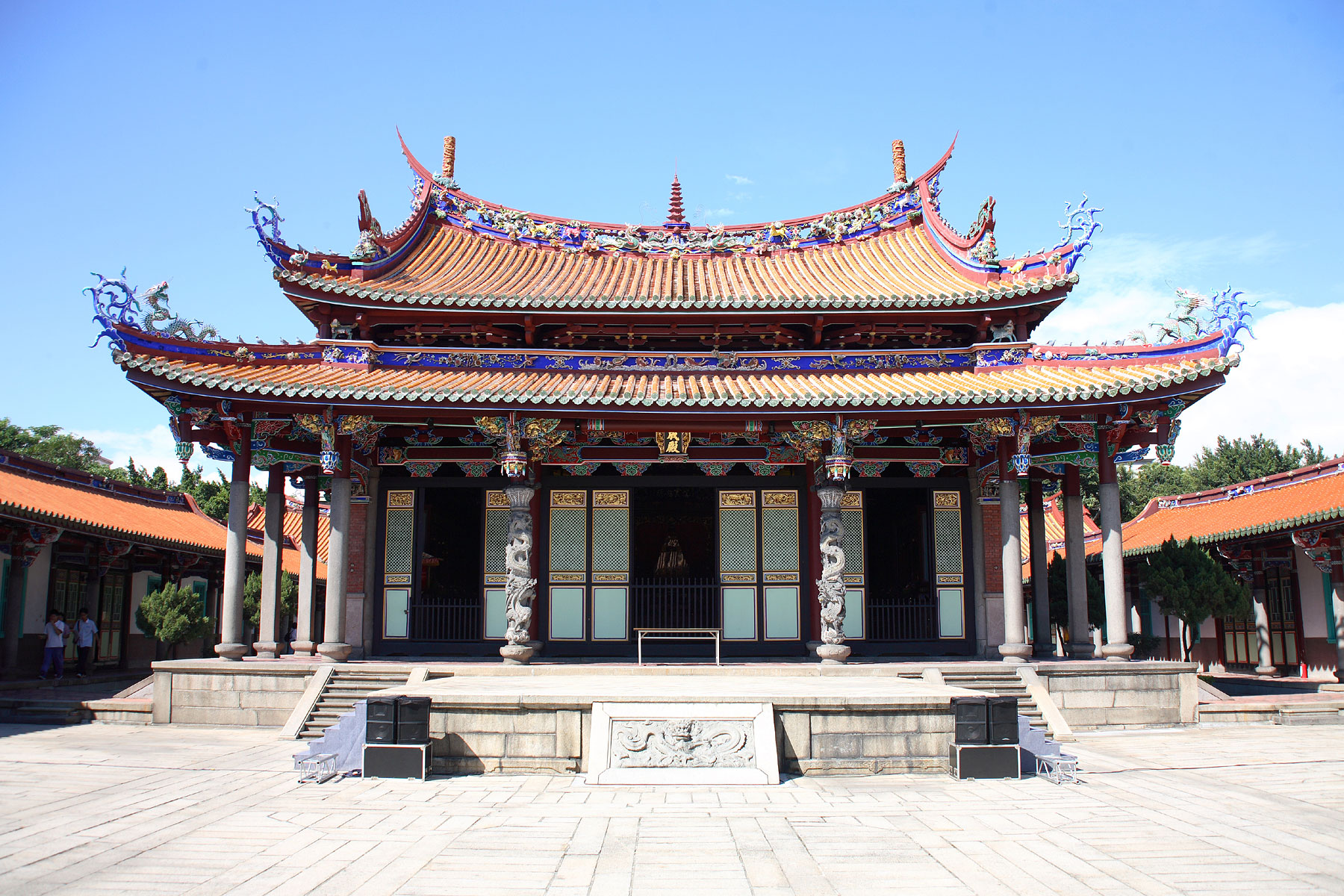
Świątynia Konfucjusza w Tajpej

Świątynia Konfucjusza w Tajpej (chiń. upr. 台北孔子庙; chiń. trad. 臺北孔子廟; pinyin Táiběi Kǒngzǐ Miào; pe̍h-ōe-jī Tâi-pak-khóng-chú-biō) – poświęcona Konfucjuszowi świątynia, znajdująca się w dzielnicy Datong w Tajpej na Tajwanie. 
Wzniesiona w 1879 roku, pod względem architektonicznym wzorowana jest na świątyni w Qufu. Pierwotne zabudowania zostały zdewastowane przez wojska japońskie podczas wojny chińsko-japońskiej w latach 1894-1895 i rozebrane w 1907 roku. Stojąca obecnie świątynia jest efektem dokonanej w 1925 roku rekonstrukcji.
Świątynia, podobnie jak inne miejsca kultu poświęcone Konfucjuszowi, charakteryzuje się daleko posuniętą prostotą: brak w niej wymyślnych zdobień, rzeźb, obrazów czy inskrypcji. Najważniejszym obiektem jest znajdująca się w głównym pawilonie czarna stela z wyrytą na złoto sentencją Edukacja bez dyskryminacji. Co roku 28 września w świątyni odbywają się uroczyste obchody urodzin filozofa.
Obok świątyni Konfucjusza znajduje się taoistyczna świątynia Bao’an.